# Skælskør Pastorat
Skælskør Pastorat er et pastorat i Folkekirken under Roskilde Stift. Pastoratet omfatter kun et enkelt sogn, Skælskør Sogn. Sognepræst i pastoratet er oktober 2010 Tina Esholdt Olsson.

## Præster gennem tiderne
- 1530-1560  Mads Jensen
- 1560-1593  Mads Jacobsen
- 1593-1620  Jacob Hansen
- 1620-1642  Niels Villadsen
- 1642-1670  Augustinus Hansen
- 1670-1693  Jens Lauridsen Nygård
- 1693-1713  Fr. Andersen Claudianus
- 1713-1720  Fr. Henriksen Flindt
- 1720-1765  P. Edwardsen Friis
- 1765-1769  Peter Baggesen Lakier
- 1769-1815  Fr. Lütkens Tanch
- 1815-1828  Morten Johansen Biilmann
- 1828-1840  Chr. Gorm Limkilde
- 1840-1869  Jens August Brasen
- 1869-1880  Troels Fr. Plum Smith
- 1880-1897  August Fr. Chr. Ussing
- 1897-1918  Caspar Vilhelm Bondo
- 1918-1944  Ejnar Thygesen Kragh
- 1944- 1960  Harald Neergård Jessen
- 1960-1969  Christian Jessen
- 1969-1999  Anders Ring
- 2000- Tina Esholdt Olsson